# Hernán Goldfrid
Hernán Goldfrid (11 de mayo de 1979) es un director de cine argentino, conocido principalmente por sus trabajos en los largometrajes Música en espera y Tesis sobre un homicidio. 

## Trayectoria
Además, fue director de segunda unidad de la serie Hermanos y detectives en 2006, primer ayudante de dirección de Tiempo de valientes y actor en un par de cortos.

## Filmografía
- Primer ayudante de dirección

- Director

- Torino (cortometraje, 2001).
- Música en espera (2009).
- Tesis sobre un homicidio (2013).
- El jardín de bronce (serie).
- Atrapados (miniserie, 2025).
- Actor

- Y afuera está lloviendo (cortometraje, 2000)
- On/Off, la caja misteriosa (cortometraje, 1998)
- Asistente de dirección

- Prótesis (cortometraje, 2000)
- Si no he de tenerte (cortometraje, 1999)